# Giải vô địch bóng đá Tây Á 2019
Giải vô địch bóng đá Tây Á 2019, còn được gọi là Giải vô địch Asiacell WAFF Iraq 2019 do Asiacell tài trợ, là phiên bản thứ 9 của Giải vô địch bóng đá Tây Á, một giải đấu quốc tế dành cho các quốc gia thành viên của Liên đoàn bóng đá Tây Á (WAFF). Nó được tổ chức ở Iraq lần đầu tiên, tại các thành phố Karbala và Erbil.
Giải đấu dự kiến được tổ chức từ ngày 8 đến ngày 17 tháng 12 năm 2017 tại Amman, Jordan, nhưng đã bị hoãn lại vào một ngày sau đó, và sau đó được chuyển đến Iraq vào ngày 21 tháng 5 năm 2018. Sau đó dự kiến sẽ diễn ra. được tổ chức vào tháng 11 năm 2018, nhưng một lần nữa bị hoãn đến tháng 7 đến tháng 8 năm 2019.
Tất cả các thành viên WAFF, không bao gồm các chủ sở hữu danh hiệu Qatar, Oman và Các Tiểu vương quốc Ả Rập Thống nhất, đều tham gia cuộc thi. Trong số chín đội, bảy đội cũng đã xuất hiện trong giải đấu trước đó vào năm 2014. Tổng cộng có 17 trận đấu được diễn ra ở hai địa điểm trên hai thành phố. Trận chung kết diễn ra vào ngày 14 tháng 8 tại Sports City ở Karbala, giữa chủ nhà Iraq và Bahrain. Bahrain đã thắng trận 1–0 để giành chức vô địch WAFF đầu tiên của họ, đánh dấu chức vô địch thứ hai liên tiếp mà một đội vùng Vịnh giành được.

## Tham dự

### Các đội tuyển tham dự
Tổng cộng có 9 đội tham gia cuộc thi. Tất cả các thành viên WAFF, ngoài Oman, Qatar và Các Tiểu vương quốc Ả Rập Thống nhất, đã đồng ý tham gia giải đấu.
| Đội         | Số lần tham dự | Tham dự cuối cùng | Thành tích tốt nhất |
| ----------- | -------------- | ----------------- | ------------------- |
| Bahrain     | 4              | 2014              | Hạng ba             |
| Iraq        | 8              | 2014              | Vô địch             |
| Jordan      | 9              | 2014              | Á quân              |
| Kuwait      | 4              | 2014              | Vô địch             |
| Liban       | 7              | 2014              | Vòng bảng           |
| Palestine   | 9              | 2014              | Vòng bảng           |
| Ả Rập Xê Út | 3              | 2014              | Vòng bảng           |
| Syria       | 8              | 2012              | Vô địch             |
| Yemen       | 3              | 2012              | Bán kết             |

### Mục tiêu
Các đội được phân phối vào ngày 26 tháng 6 năm 2019 tại Erbil theo yêu cầu. Chín đội được bốc thăm chia thành hai bảng: bảng A với 5 đội và bảng B với 4 đội. Trong khi lễ bốc thăm dự định được tổ chức từ ngày 18 đến ngày 20 tháng 7 năm 2019, một số đội đã yêu cầu Ban tổ chức để chơi ở Erbil, do đó xếp họ vào bảng B, với các đội còn lại được xếp vào bảng A để chơi ở Karbala. Hai đội chiến thắng trong vòng đấu loại trực tiếp tiến vào trận chung kết.
Lễ bốc thăm chia bảng được tổ chức vào ngày 20 tháng 7 năm 2019 tại trụ sở hiệp hội bóng đá Iraq ở Baghdad.

### Danh sách cầu thủ
Mỗi đội phải đăng ký một đội gồm 23 cầu thủ, trong đó có 3 thủ môn.

## Trọng tài
| - Wathik Al-Baag (Iraq) - Mohammed Al-Noori (Iraq) - Mohammad Arafah (Jordan) - Turki Al-Khudhayr (Ả Rập Xê Út) - Ali Al-Samaheeji (Bahrain) - Saad Khalefah (Kuwait) - Wissam Rabie (Syria) - Mohamad Issa (Liban) - Sameh Al-Qassas (Palestine) - Mahmood Al-Majarafi (Oman) - Haitham Al-Walidi (Yemen) | Trợ lý trọng tài - Muayad Mohamed Ali (Iraq) - Jihad Dawood (Iraq) - Mahmoud Abu-Thaher (Jordan) - Khalaf Al-Shammari (Ả Rập Xê Út) - Salah Janahi (Bahrain) - Humoud Al-Sahli (Kuwait) - Abdullah Kanaan (Syria) - Ali Mokdad (Liban) - Amin Shaban Halabi (Palestine) - Hamed Al-Ghafri (Oman) - Ali Al-Hasani (Yemen) |

## Địa điểm
| Karbala                                                      | KarbalaErbil | Erbil                                  |
| ------------------------------------------------------------ | ------------ | -------------------------------------- |
| Khu liên hợp thể thao Karbala (Sân vận động Quốc tế Karbala) | KarbalaErbil | Sân vận động Franso Hariri             |
| Sức chứa: 30.000                                             | KarbalaErbil | Sức chứa: 25.000                       |
|                                                              | KarbalaErbil | Tập tin:Franso Hariri Stadium Iraq.jpg |

## Vòng bảng
WAFF đã công bố lịch thi đấu vào ngày 20 tháng 7 năm 2019. Đội đầu nằm trong bảng tiến vào trận chung kết.
Tất cả thời gian theo giờ địa phương, AST (UTC+3).

### Bảng A
| VT | Đội       | ST | T | H | B | BT | BB | HS | Đ  | Giành quyền tham dự |
| -- | --------- | -- | - | - | - | -- | -- | -- | -- | ------------------- |
| 1  | Iraq (H)  | 4  | 3 | 1 | 0 | 5  | 2  | +3 | 10 | Chung kết           |
| 2  | Palestine | 4  | 2 | 1 | 1 | 6  | 5  | +1 | 7  |                     |
| 3  | Yemen     | 4  | 1 | 1 | 2 | 4  | 5  | −1 | 4  |                     |
| 4  | Liban     | 4  | 1 | 1 | 2 | 3  | 4  | −1 | 4  |                     |
| 5  | Syria     | 4  | 0 | 2 | 2 | 5  | 7  | −2 | 2  |                     |

| Iraq      | 1–0      | Liban |
| --------- | -------- | ----- |
| - Ali 57' | Chi tiết |       |

| Yemen | 0–1      | Palestine   |
| ----- | -------- | ----------- |
|       | Chi tiết | - Hamed 26' |

| Palestine           | 1–2      | Iraq                                 |
| ------------------- | -------- | ------------------------------------ |
| - Batran 3' (ph.đ.) | Chi tiết | - Abdul-Raheem 22' - Ali 83' (ph.đ.) |

| Liban                    | 2–1      | Syria          |
| ------------------------ | -------- | -------------- |
| - Matar 81' - Moni 90+1' | Chi tiết | - Al Douni 48' |

| Syria           | 1–1      | Yemen          |
| --------------- | -------- | -------------- |
| - Al-Khatib 61' | Chi tiết | - Qarawi 45+2' |

| Liban | 0–0      | Palestine |
| ----- | -------- | --------- |
|       | Chi tiết |           |

| Yemen                                   | 2–1      | Liban       |
| --------------------------------------- | -------- | ----------- |
| - Mansoor 43' - Al-Matari 45+1' (ph.đ.) | Chi tiết | - Kdouh 26' |

| Syria | 0–0      | Iraq |
| ----- | -------- | ---- |
|       | Chi tiết |      |

| Palestine                                             | 4–3      | Syria                                                |
| ----------------------------------------------------- | -------- | ---------------------------------------------------- |
| - Batran 45+3' - Dabbagh 60' (ph.đ.), 61' - Yamin 89' | Chi tiết | - Mobayed 3' - Al-Khatib 66' (ph.đ.) - Mardikian 73' |

| Iraq                           | 2–1      | Yemen           |
| ------------------------------ | -------- | --------------- |
| - Bayesh 26' - Ali 31' (ph.đ.) | Chi tiết | - Al-Matari 90' |

### Bảng B
| VT | Đội         | ST | T | H | B | BT | BB | HS | Đ | Giành quyền tham dự |
| -- | ----------- | -- | - | - | - | -- | -- | -- | - | ------------------- |
| 1  | Bahrain     | 3  | 2 | 1 | 0 | 2  | 0  | +2 | 7 | Chung kết           |
| 2  | Jordan      | 3  | 1 | 1 | 1 | 4  | 2  | +2 | 4 |                     |
| 3  | Kuwait      | 3  | 1 | 1 | 1 | 3  | 3  | 0  | 4 |                     |
| 4  | Ả Rập Xê Út | 3  | 0 | 1 | 2 | 1  | 5  | −4 | 1 |                     |

| Jordan | 0–1      | Bahrain          |
| ------ | -------- | ---------------- |
|        | Chi tiết | - Abdullatif 69' |

| Ả Rập Xê Út   | 1–2      | Kuwait                             |
| ------------- | -------- | ---------------------------------- |
| - Sufyani 13' | Chi tiết | - Al-Musawi 25' (ph.đ.) - Ajab 67' |

| Bahrain | 0–0      | Ả Rập Xê Út |
| ------- | -------- | ----------- |
|         | Chi tiết |             |

| Kuwait             | 1–1      | Jordan            |
| ------------------ | -------- | ----------------- |
| - Zayid 3' (ph.đ.) | Chi tiết | - Al-Ajalin 90+4' |

| Jordan                                                      | 3–0      | Ả Rập Xê Út |
| ----------------------------------------------------------- | -------- | ----------- |
| - Murjan 59' - Al-Rawashdeh 90+3' - Shelbaieh 90+9' (ph.đ.) | Chi tiết |             |

| Kuwait | 0–1      | Bahrain          |
| ------ | -------- | ---------------- |
|        | Chi tiết | - Abdullatif 80' |

## Chung kết
| Iraq | 0–1      | Bahrain     |
| ---- | -------- | ----------- |
|      | Chi tiết | - Moosa 40' |

## Thống kê

### Cầu thủ ghi bàn
Đã có 34 bàn thắng ghi được trong 17 trận đấu, trung bình 2 bàn thắng mỗi trận đấu.
3 bàn thắng
- Hussein Ali

2 bàn thắng
- Ismail Abdullatif
- Islam Batran
- Oday Dabbagh
- Firas Al-Khatib
- Abdulwasea Al-Matari

1 bàn thắng
- Isa Moosa
- Mohannad Abdul-Raheem
- Ibrahim Bayesh
- Salem Al-Ajalin
- Yousef Al-Rawashdeh
- Saeed Murjan
- Feras Shelbaieh
- Faisal Ajab
- Hussain Al-Musawi
- Faisal Zayid
- Mohamad Kdouh
- Nader Matar
- Hassan "Moni" Chaito
- Yaser Hamed
- Mohammed Yamin
- Rabee Sufyani
- Ahmad Al Douni
- Mardik Mardikian
- Khaled Mobayed
- Emad Mansoor
- Mohsen Qarawi

### Bảng xếp hạng
Theo quy ước thống kê trong bóng đá, các trận đấu quyết định trong hiệp phụ được tính là thắng và thua, trong khi các trận đấu quyết định bằng loạt sút luân lưu được tính là hòa.
| VT | Đội         | ST | T | H | B | BT | BB | HS | Đ  | Kết quả chung cuộc  |
| -- | ----------- | -- | - | - | - | -- | -- | -- | -- | ------------------- |
| 1  | Bahrain     | 4  | 3 | 1 | 0 | 3  | 0  | +3 | 10 | Vô địch             |
| 2  | Iraq        | 5  | 3 | 1 | 1 | 5  | 3  | +2 | 10 | Á quân              |
|    |             |    |   |   |   |    |    |    |    |                     |
| 3  | Palestine   | 4  | 2 | 1 | 1 | 6  | 5  | +1 | 7  | Bị loại ở Vòng bảng |
| 4  | Jordan      | 3  | 1 | 1 | 1 | 4  | 2  | +2 | 4  | Bị loại ở Vòng bảng |
| 5  | Kuwait      | 3  | 1 | 1 | 1 | 3  | 3  | 0  | 4  | Bị loại ở Vòng bảng |
| 6  | Yemen       | 4  | 1 | 1 | 2 | 4  | 5  | −1 | 4  | Bị loại ở Vòng bảng |
| 7  | Liban       | 4  | 1 | 1 | 2 | 3  | 4  | −1 | 4  | Bị loại ở Vòng bảng |
| 8  | Syria       | 4  | 0 | 2 | 2 | 5  | 7  | −2 | 2  | Bị loại ở Vòng bảng |
| 9  | Ả Rập Xê Út | 3  | 0 | 1 | 2 | 1  | 5  | −4 | 1  | Bị loại ở Vòng bảng |

## Tiền thưởng
Số tiền giải thưởng đã được công bố vào năm 2019.
| Kết quả   | Số tiền (USD) |
| --------- | ------------- |
| Vô địch   | 100.000       |
| Á quân    | 50.000        |
| Tổng cộng | 150.000       |

## Bản quyền phát sóng
WAFF đã bán bản quyền phát sóng Giải vô địch bóng đá Tây Á 2019 cho các đài truyền hình sau.
| Quốc gia/Vùng lãnh thổ | Truyền hình  |
| ---------------------- | ------------ |
| Iraq                   | Iraqia Sport |
| Iraqi Kurdistan        | Duhok Sport  |
| Jordan                 | JRTV Sport   |
| Kuwait                 | KTV Sport    |
| Liban                  | Télé Liban   |
| Syria                  | Syria Sport  |